# Bahnhof Lüderitz
Der Bahnhof Lüderitz ist ein Baudenkmal und Bahnhof in der Küstenstadt Lüderitz im Südwesten von Namibia. Das Gebäude entstand 1904 und wurde am 13. Dezember 1976 zum Nationalen Denkmal erklärt.
Der Bahnhof wurde errichtet, um die infrastrukturelle Anbindung des Hafens Lüderitz an das Inland zu verbessern. Hintergrund war der Transport von Waffen zur Bekämpfung des Aufstandes der Herero und Nama.
Der Bahnhof wurde erstmals nach Sanierung der Strecke nach Aus am 19. November 2014 wieder angefahren, womit das erste Mal nach 18 Jahren ein Zug in Lüderitz einfuhr.